# 25410 Abejar
25410 Abejar è un asteroide della fascia principale. Scoperto nel 1999, presenta un'orbita caratterizzata da un semiasse maggiore pari a 2,4472625 au e da un'eccentricità di 0,1637783, inclinata di 6,07942° rispetto all'eclittica.
L'asteroide è dedicato allo studente statunitense Patrick Jeffrey Abejar.